# احمدآباد دریس
احمدآباد دریس، روستایی از توابع بخش مرکزی شهرستان کازرون در استان فارس ایران است. نام محلی این روستا در قدیم (تلمبه) بوده است، در مسیر ورودی درخت‌های نارنج به طول ۲۰۰ متر دور جاده را پوشانده است که نمای زیبا و قابل توجهی دارد.

## جمعیت
این روستا در دهستان دریس قرار دارد و براساس سرشماری مرکز آمار ایران در سال ۱۳۸۵، جمعیت آن ۳۹۱ نفر (۹۰خانوار) بوده است.